# Rainer Cabanis
Rainer Michael Cabanis (* 24. April 1946 in Rostock; † 22. Juni 2009) war ein deutscher Journalist, Rundfunkmoderator und Rundfunkmanager. Er gilt als einer der Pioniere des Privatradios in Deutschland.

## Leben
Rainer Cabanis machte 1967 sein Abitur in West-Berlin und begann danach ein Germanistik- und Jura-Studium an der Universität Marburg. Ab 1968 absolvierte er ein Volontariat bei der Berliner Morgenpost und wurde dort 1970 Feuilletonredakteur. Im gleichen Jahr ging er nach Frankfurt am Main, wo er als Ressort-Chef Unterhaltung bei der damaligen Boulevardzeitung Abendpost/Nachtausgabe arbeitete. Ab 1972 war als Rhein-Main-Korrespondent für die Bild-Zeitung und die Bild am Sonntag tätig. Von 1974 bis 1976 schrieb Cabanis für die Fernsehzeitschrift Funk Uhr, bevor er zum Radio wechselte.
Ab 1976 war er als Musikredakteur bei der Europawelle Saar sowie kurze Zeit auch in der Nachrichtenredaktion von Radio Luxemburg tätig. 1979 wurde er Musikchef und Moderator beim SWF3 in Baden-Baden und stellvertretender Leiter der Sparte Unterhaltungsmusik des Südwestfunks. 1986 verließ er den SWF und wurde in Hamburg Gründungsprogrammdirektor bei einem der ersten deutschen Privatradios, Radio Hamburg, das er bereits im ersten Jahr in die Gewinnzone führte und in den nächsten zehn Jahren als führenden Hamburger Radiosender etablierte. 1996 wechselte er zum privaten Hörfunksender Radio ffn in Isernhagen bzw. ab 1997 in Hannover, wo er bis 2004 als Programmdirektor arbeitete.
Seit 2004 war Cabanis als Kommunikations- und Medienberater tätig. Ehrenamtlich engagierte er sich unter anderem als Vizepräsident des Allgemeinen Hamburger Presseclubs und seit 2007 als Vorstandsvorsitzender der Hamburger Akademie für Publizistik. Cabanis galt als erfahrener Journalist und ausgewiesener Medienfachmann; er wurde als Referent zu zahlreichen Fachtagungen und Medienveranstaltungen geladen und war Gastdozent an verschiedenen Hochschulen, unter anderem in Hamburg, Hannover, Osnabrück, Karlsruhe, Mittweida und Stralsund. Bei mehreren Medienpreisen gehörte er der Jury an, wie zum Beispiel beim Axel-Springer-Preis für Junge Journalisten 2006 und bei den LFK-Medienpreisen 2005 und 2007.     
Rainer Cabanis war verheiratet und hatte drei Kinder. Er starb überraschend im Alter von 63 Jahren.

## Zitate
In den begleitenden Online-News für die Medientage München 2007, bei denen Cabanis als einer der Programmredner (Keynote-Speaker) auftrat, sind folgende Aussagen von ihm zur Zukunft des Hörfunks wiedergegeben:
- „Die Zukunft des Radios wird in seiner Vergangenheit liegen. Damit sind die allgemeinen, ursprünglichen Stärken dieses Massenmediums gemeint: Die menschliche und durch nichts zu ersetzende individuelle Ansprache mit einer starken emotionalen Bindung, die im Idealfall zwischen Moderator und Hörer aufgebaut werden kann, sowie die große Nähe des meist regionalen, oft sogar lokalen Mediums zu seinem Publikum.“

- „Denn Radio ohne Musik ist wie Fernsehen ohne Bild.“